# U-Bahnhof Náměstí Republiky

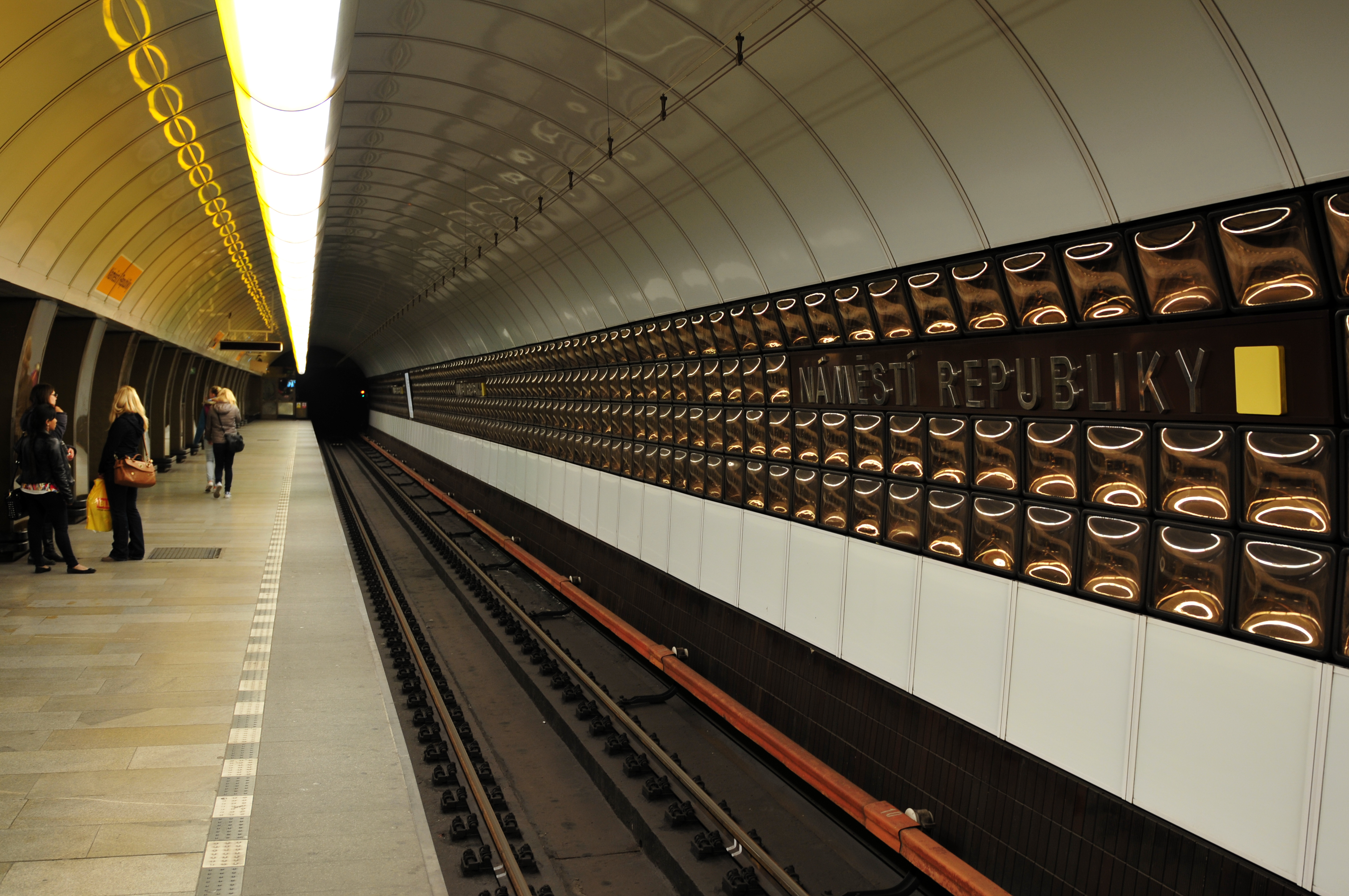
Bahnsteig der Station Náměstí Republiky

Náměstí Republiky ist eine Station der Prager Metrolinie B. Der U-Bahnhof befindet sich unter dem gleichnamigen Platz im Zentrum der Stadt. Über einen Ausgang ist er an den Masaryk-Bahnhof angeschlossen.
Der Bahnsteig ist 109 Meter lang und befindet sich in einer Tiefe von 40 Metern. Die Station Náměstí Republiky wurde von 1977 bis 1985 erbaut und mit der Inbetriebnahme der Linie B am 2. November 1985 eröffnet. Beim Hochwasser im Jahr 2002 wurde die Station geflutet. Das Einkaufszentrum Palladium, das vom U-Bahnhof aus direkt zugänglich ist, besteht seit 2007.